# Mike Neill
Mike Neill (né le 27 avril 1970 à Martinsville (Virginie)) est un joueur de baseball américain. Lors des Jeux olympiques d'été de 2000 à Sydney, il remporte la médaille d'or.

## Palmarès
- Médaille d'or aux Jeux olympiques de Sydney en 2000